# Isabella Brant
Pour les articles homonymes, voir Brant.
Isabella Brant (1591- 20 juin 1626) a été la première femme du peintre flamand Pierre Paul Rubens.

## Biographie
Isabella Brant est la fille de Jan Brant, secrétaire de la ville d'Anvers, et de Clara de Moy (fille d'Hendrik de Moy (en)). Elle épouse Pierre Paul Rubens le 3 octobre 1609 et le couple a eu trois enfants : Serena (1611), Albert (1618) et Nicolas (1619). Isabella Brant est morte de la peste à l'âge de 34 ans.
Rubens a réalisé plusieurs portraits de son épouse. Tout d'abord, afin de célébrer son mariage, il fit en 1609 un tableau le représentant avec son épouse sous une tonnelle de chèvrefeuille. Il fit d'autres peintures de sa femme ainsi qu'un dessin. En outre, le peintre Antoine van Dyck qui était l'assistant et le disciple de Rubens a également peint un portrait d'Isabella Brant.

## Galerie

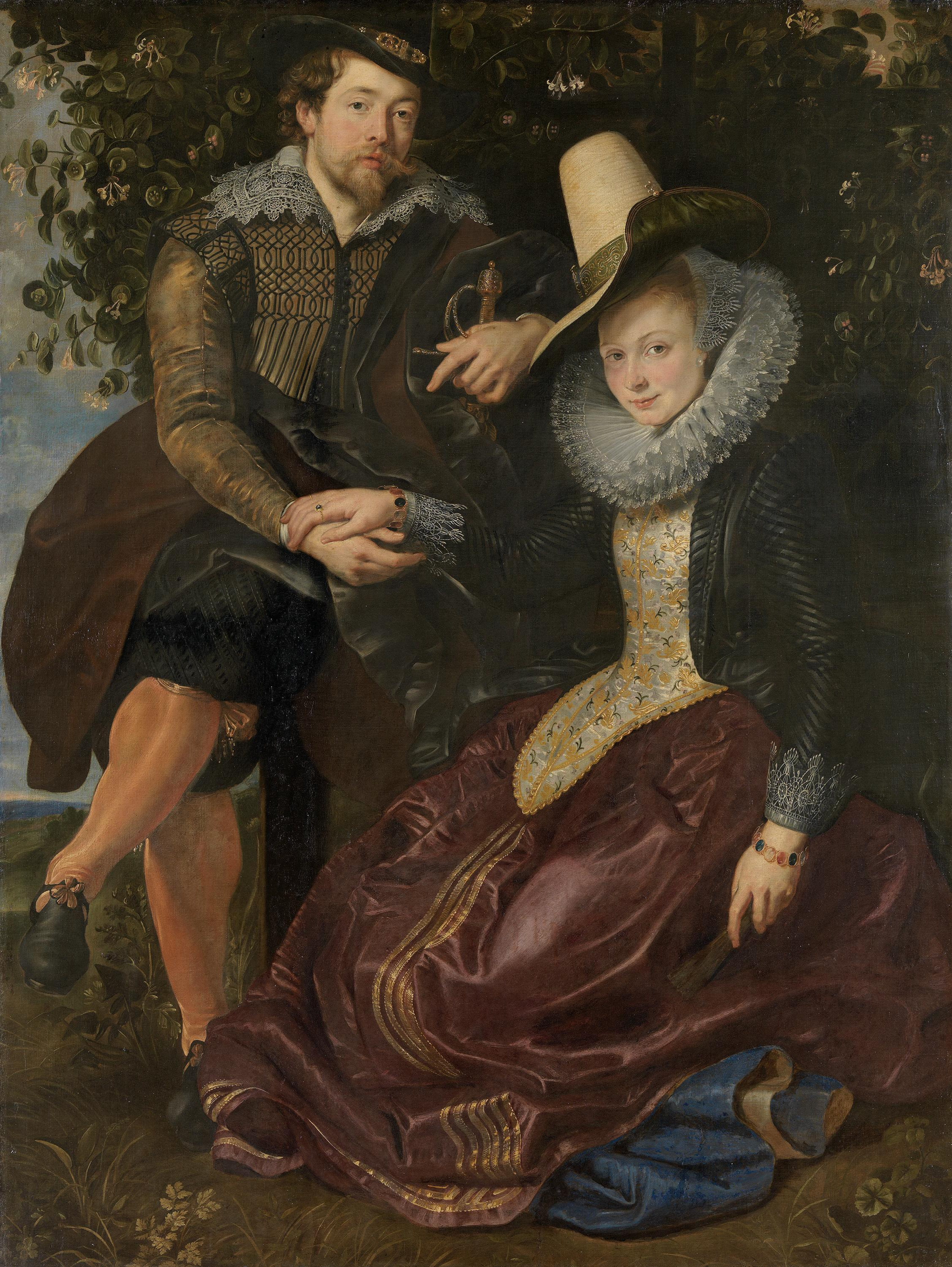
Sous la tonnelle de chèvrefeuille de Rubens, vers 1609 (Alte Pinakothek, Munich)
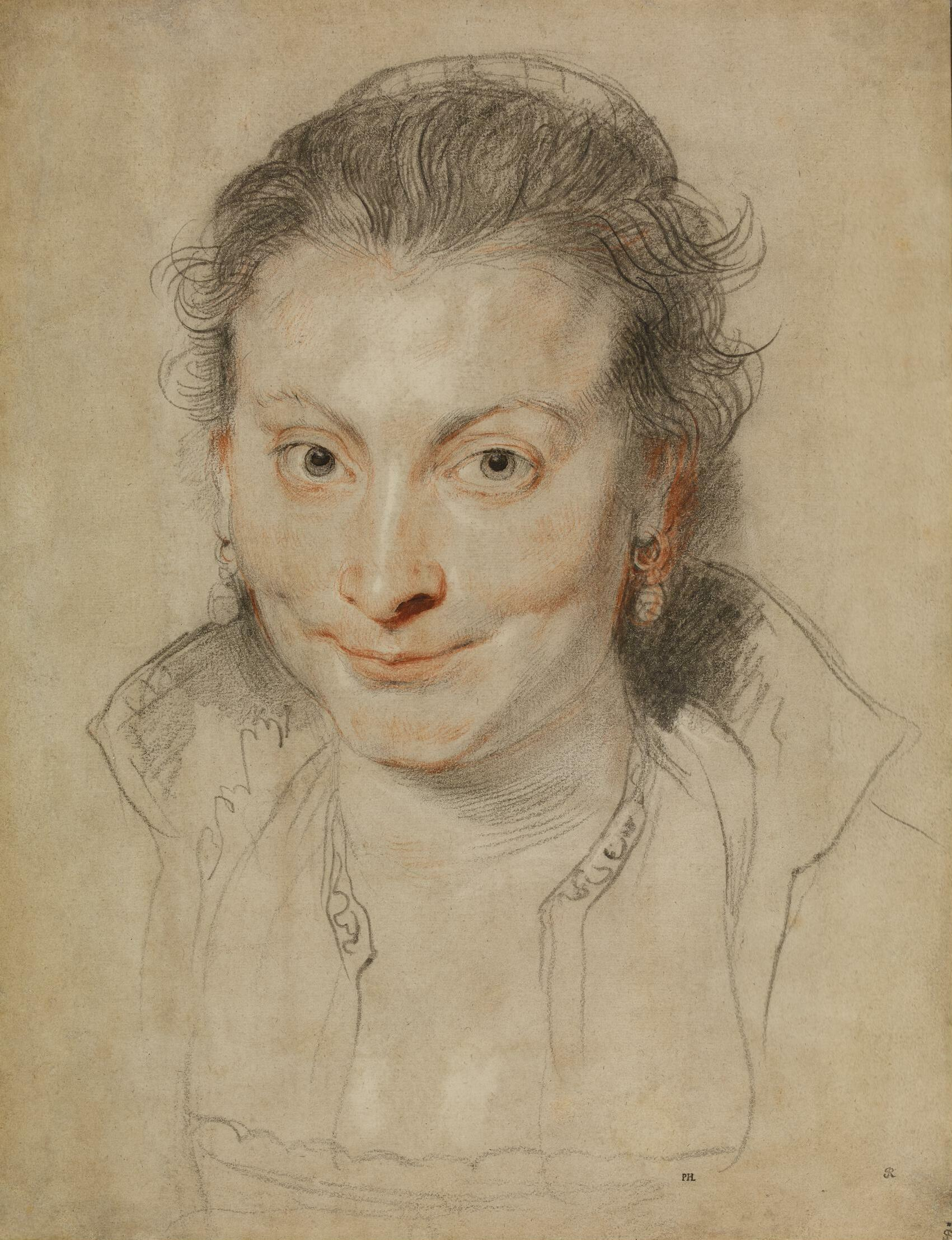
Portrait d'Isabella Brant, dessin de Rubens, vers 1621 (British Museum, Londres)
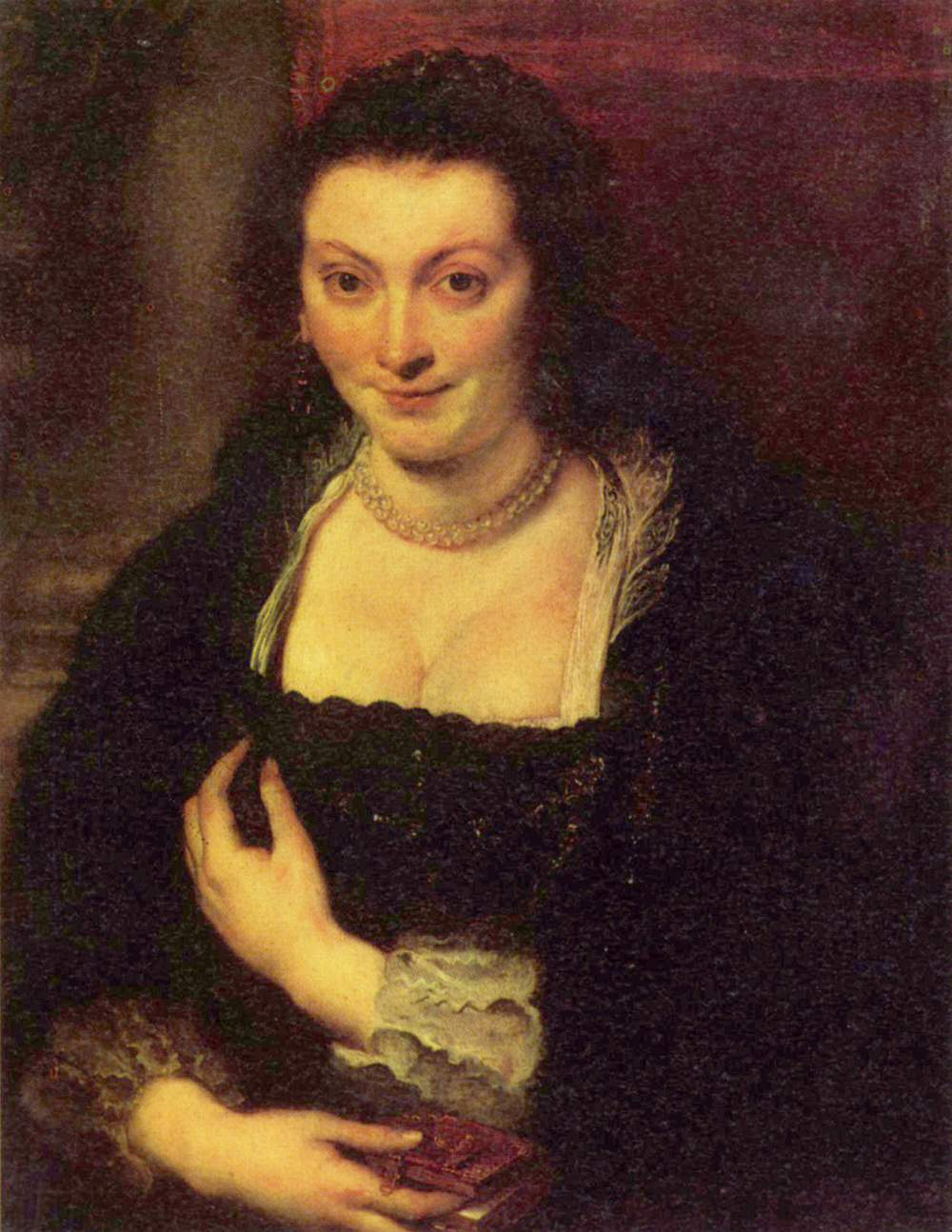
Portrait d'Isabella Brant de Rubens, vers 1625 (Galleria degli Uffizi, Florence)
Portrait d'Isabella Brant d'Anthoine van Dyck, vers 1623-1626 (National Gallery of Art, Washington)